# Sa Điền
Sa Điền giản thể: 沙田区; phồn thể: 沙田區; bính âm: Shātián Qū; Việt bính: saa1 tin4 keoi1 là một trong 18 quận của Hồng Kông. Sa Điền thuộc Tân Giới, bao gồm các khu vực Đại Vi, Mã Yên Sơn, Hỏa Thán, Tiểu Lịch Nguyên và Mã Liệu Thủy. Đây là quận đông dân nhất tại đặc khu, theo điều tra năm 2001, dân số toàn quận là 628.634 người, bao gồm khoảng 27.000 người sinh sống tại các làng bản địa.
Sa Điền có diện tích 70 km², bao gồm cả Đô thị mới Sa Điền và các khu công viên. Các tòa nhà chủ yếu được xây dựng trên những khu đất cải tạo tại Sa Bạch Hải, Đô thị mới Sa Điền bao gồm nhiều khu dân cư dọc theo hai bờ của sông Thành Môn. Vào đầu thập kỷ 1970 nơi đây vẫn còn là một khu ngoại ô thôn quê với khoảng 30.000 người. Sau khi bất động sản công đầu tiên tại Sa Điền, Lịch Nguyên thôn được hoàn thành vào năm 1976, việc định cư bắt đầu được mở rộng. Ngày nay, khaongr 65% cư dân của quận sống tại các ngôi nhà, căn hộ cho thuê theo các hình thức khác nhau. Sa Điền nay trở thành một cồng đồng mới trải dài ra Mã Yên Sơn với khoảng 640.000 cư dân. Tổng diện tích các khu vực phát triển đô thị tại Sa Điền và Mã Yên Sơn chỉ khoảng 20 km² (8 sq. mi).